# Asplenium vulcanicum
Asplenium vulcanicum är en svartbräkenväxtart som beskrevs av Bl. Asplenium vulcanicum ingår i släktet Asplenium och familjen Aspleniaceae. Inga underarter finns listade.